# Trubine
Trubine (cyr. Трубине) – wieś w Czarnogórze, w gminie Bijelo Polje. W 2011 roku liczyła 180 mieszkańców.